# Poltavai légibázis

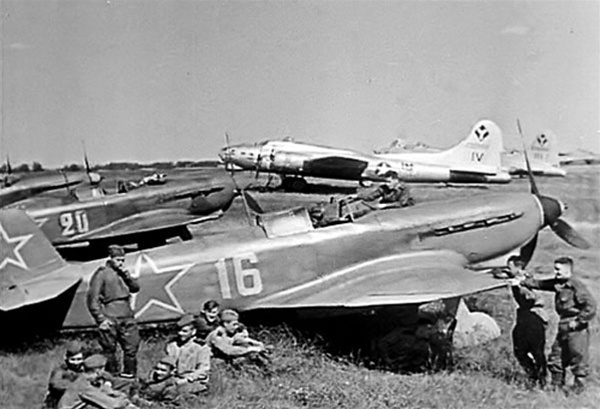
Amerikai B–17 bombázók és szovjet Jak–9 vadászrepülőgépek a poltavai légibázison 1944-ben

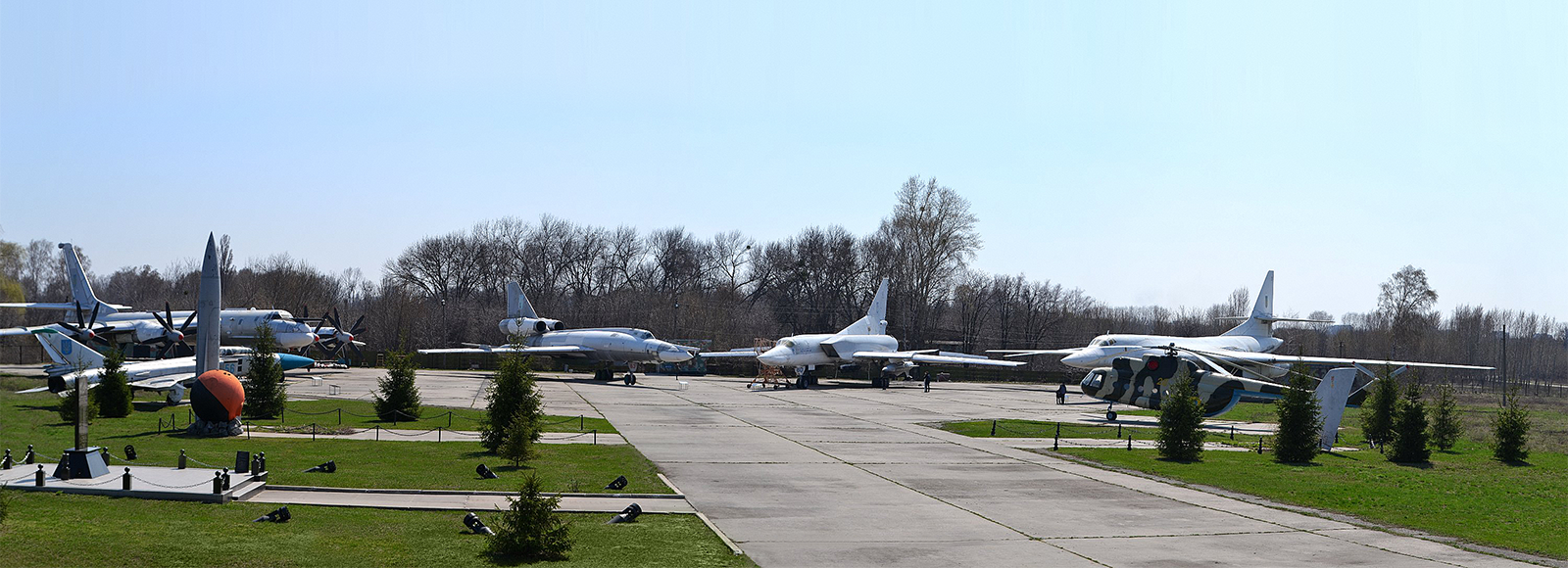
A Távolsági Légierő Múzeuma a poltavai légibázison

A Poltavai légibázis (ukránul: Авіабаза Полтава) katonai repülőtér Ukrajnában. Poltava mellett, a várostól északkeletre helyezkedik el. A Szovjetunió megszűnéséig stratégiai bombázók állomásoztak a repülőtéren, 2015-től a 18. önálló csapatrepülő dandár állomásozik ott. Egy 2500 m hosszú beton kifutópályával, valamint egy ezzel párhuzamos füves szükség-futópályával rendelkezik.

## Története
A repülőteret az 1920-as évek elején építették ki a Vörös Légierő kiképző repülőgépei és a polgári légiforgalom számára. 1924 tavaszán nyitották meg. Az első légi járatot kísérleti jelleggel 1924. április 15-én indították a Harkiv-Poltava-Harkiv vonalon. Később elindultak a rendszeres repülőjáratok a Harkiv–Poltava–Kijev és a Harkiv–Poltava–Kirovohrad–Odessza vonalon.
A katonai repülés az Oszoaviahim pilótaiskolája képviselte a repülőtéren, amelyet 1923-an hoztak létre. Elsőként a Szovjetunióban az Oszoaviahim poltavai iskolájában indítottak 1928-ban navigátorképzést. Az 1930-as években a poltavai repülőiskolában R–1, R–5, TB–1 és TB–3 repülőgépeket használtak. A TB–1 és TB–3 megjelenésével a repülőtér életét a 2000-es évek elejéig a nehézbombázó repülőgépek üzemeltetése határozta meg.
Miután a második világháborúban a német csapatok elfoglalták Poltavát, a repülőteret a Luftwaffe használta. A repülőtéren He 111 bombázók állomásoztak. A Vörös Hadsereg 1943 szeptemberében foglalta vissza Poltavát. Ekkortól szállítórepülők, a frontlégierő alakulatai és a légvédelem vadászrepülői állomásoztak a repülőtéren.
1944 őszétől a poltavai repülőtér egyike volt azon repülőtereknek, amelyet a Szovjetunió az amerikai légierő rendelkezésére bocsátott az ingabombázási hadműveletéhez, a Frantic művelethez. 1944 márciusában és áprilisában kialakították az amerikai bombázók fogadásához és kiszolgálásához és a személyzet elhelyezéséhez szükséges infrastruktúrát. A kiszolgálásra szovjet részről külön erre a célra létrehozták a 169. különleges rendeltetésű légibázis nevű alakulatot. A poltavai repülőtér 1944. június 2-án fogadta az első amerikai B–17-es bombázókat.
A második világháború után, 1946-ban a lengyelországi Lublinból a poltavai repülőtérre települt a 13. nehézbombázó gárdahadosztály parancsnoksága, valamint vele együtt a 185. nehézbombázó gárdaezred, amely megszűnéséig ott állomásozott.
A 13. nehézbombázó gárdahadosztály törzsfőnöke 1985–1987 között Dzsohar Dudajev, a Csecsen Köztársaság későbbi elnöke volt.
A 185. nehézbombázó gárdaezrednél rendszeresítették elsőként a Szovjet Légierőben a Tu–4 bombázót, majd 1955-ben jelent meg az ezrednél a Tu–16-os sugárhajtású nehézbombázó. 1974-ben rendszeresítették az ezrednél a Tu–22M3 hadászati bombázókat és a fegyverzetüket képező H–22 robotrepülőgépeket.
1991-ben, a Szovjetunió megszűnésekor a nehézbombázó ezred állományában 6 darab Tu–16, 18 darab Tu–22M3 bombázó, és néhány Tu–134UBL navigátorkiképző repülőgép tartozott.
A repülőtér 1992 elején Ukrajna fennhatósága alá került és a volt szovjet nehézbombázó gárdaezred az Ukrán Légierő szervezetébe került 185. nehézbombázó repülőezred néven. A 2002–2006 között az Ukrajnában lévő, köztük a Poltavában állomásozó Tu–22M bombázókat megsemmisítették (illetve néhány darab múzeumba került), majd 2007-ben a poltavai repülőtéren állomásozó nehézbombázó ezredet feloszlatták. A légibázis a mirhorodi légibázison állomásozó 831. harcászati vadászrepülő ezred tartalék repülőtere lett.
A kelet-ukrajnai háború miatt 2015-ben újra aktív katonai használatba vették a repülőteret, oda telepítették a Mi–24 harci helikopterekkel, valamint Mi–8 és Mi–2 szállító helikopterekkel felszerelt 18. önálló csapatrepülő dandárt.

## Repülőmúzeum
A légibázis aktív katonai használatból történt kivonásával egyidejűleg, 2007-ben a repülőtér területén megnyitották a Távolsági Légierő Múzeumát, amelynek fő kiállítási tárgyai az Ukrajna területén szolgált nehézbombázó repülőgépek, de mellettük néhány más repülőgép, robotrepülőgép és egyéb légi fegyverzet is megtalálható. A múzeumban megtalálható többek között a Tu–160, a Tu–95MSZ, a Tu–22DK, a Tu–22M3 egy-egy példánya.